# Shin Hyun-hwak
Shin Hyun-hwak (kor. 신현확, ur. 29 października 1920 w Yangmok, zm. 26 kwietnia 2007 w Seulu) – polityk koreański, od grudnia 1979 do maja 1980 premier Korei Południowej.